# إبراهيم برو
إبراهيم برو رئيس حزب يكيتي الكردستاني في سوريا، منذ مارس 2013 إلى أواخر ديسمبر 2018. من مواليد مدينة عامودا 7 يوليو 1965 التابعة لمحافظة الحسكة السورية. حصل على الشهادة الثانوية من ثانوية المدينة، وتابع دراسته في المعهد المتوسط للخطوط الحديدية في حلب سنة 1985م. ليعمل كموظف مدني في مؤسسة الخطوط الحديدية السورية بعد عام واحد من تخرجه.

## نشاطه السياسي
اعتقلت قوات الأمن السورية برو في عام 1993 في مدينة عامودا، التابعة لمحافظة الحسكة، نتيجة عمله السياسي في صفوف الحركة الكردية في سوريا. وفي عام 2009 اُعتقل مرة أخرى من قبل قوات الأمن السورية وحُكِم عليه بالسجن ثمانية أشهر. في مارس 2011 عند وصول التظاهرات السورية المناهضة للرئيس السوري، إلى شمال سوريا، اعتقلت قوات الأمن السورية «برو» على خلفية مشاركاته في التظاهرات القائمة آنذاك، حيث حُكم عليه بالسجن 11 شهرًا واُطلق سراحه في مارس 2012. كان «برو» منتسبًا إلى صفوف حزب (الشغّيلة الكردي في سوريا) عام 1982م، وانتخب عضوًا للجنة المركزية في حزب يكيتي الكردستاني - سوريا في مؤتمره الثالث والّذي انعقد عام 2000م، كما أنه أيضًا اُنتِخب عضوًا في المكتب السياسي لحزب يكيتي عام 2006م، إلى أن تم انتخابه سكرتيرًا للحزب في مؤتمره السابع منتصف مارس/آذار من عام 2013م، حيث شغل هذا المنصب حتى 23 ديسمبر 2018. شغل منصب رئيس المجلس الوطني الكردي في سوريا والّذي يضم 13 حزبًا من الأحزاب الكردية السورية وعددًا من المنظمات النسائية والشبابية والشخصيات المستقلة المعارضة للنظام السوري سنة 2013م، لتمثّل جميعها الكتلة الكُردية في الائتلاف الوطني لقوى الثورة والمعارضة السورية.

## انتخابه رئيسًا للحزب
تم انتخابه سكرتيرًا (رئيسًا) لحزب يكيتي الكردستاني - سوريا في المؤتمر السابع في منتصف مارس 2013م إلى 23 ديسمبر 2018 وذلك من خلال المؤتمر الثامن للحزب.

## انتخابه رئيسًا للمجلس الوطني الكردي
انتُخِبَ رئيسًا للمجلس الوطني الكردي في سوريا سنة 2015م، إلى 11 ديسمبر 2017م.

## اختطافه ونفيه
اختطفته قوات الأسايش التابعة للحزب الاتحاد الديمقراطي الفرع السوري لحزب العمال الكردستاني في 13 أغسطس 2016م في سوق مدينة قامشلو، حيث اقتادته لجهة مجهولة إلى فجر اليوم التالي وزجّه خارج الحدود السورية إلى جهة اقليم كردستان العراق. بعد تلقيه عدة تهديدات من قبل قادات واعضاء حزب الاتحاد الديمقراطي، ليقرر الآخر نفيه خارج سوريا.